# 碍子博物館
碍子博物館（がいしはくぶつかん）は、愛知県小牧市にある日本碍子の企業博物館。ただし、一般には非公開である。

## 概要
1974年（昭和49年）6月に完成。日本碍子電力技術研究所に併設される形で所在する。1875年（明治8年）製の国産碍子の現存最古とされる通信用ピン碍子をはじめとして、世界21ヶ国57メーカーに渡る碍子・保守工具類を所蔵・展示する。常時展示品は300点ほどに過ぎないが、収蔵総数は5000点を超える。また、現品以外にも、碍子の歴史や古文書・文献なども総合的に展示し、碍子研究の参考となるよう配慮されている。

## 関連文献
- 『碍子博物館と碍子の歴史』日本碍子。